# Karl Friedrich Troll
Johann Karl Friedrich Troll (* 17. September 1801; † 16. November 1868 in Wachbach) war ein deutscher Schultheiß und Politiker.

## Leben
Troll war der Sohn des fürstlich löwensteinischen Kellereiverwalters Johann Michael Troll († 1834). Als der Löwensteiner Stadtschultheiß 1826 als Amtsnotar nach Boll wechselte, folgte Troll ihm im Amt nach. Troll, der verheiratet war und Kinder hatte, blieb bis zu seinem Tod 1868 Stadtschultheiß.
1851 kandidierte Troll im Wahlkreis Weinsberg für die Abgeordnetenkammer der Württembergischen Landstände und konnte sich deutlich gegen den Weinsberger Stadtschultheißen Franz Fraas durchsetzen, der 1849/50 den Weinsberger Wahlkreis in drei außerordentlichen württembergischen Landtagen vertreten hatte, die die württembergische Verfassung von 1819 revidieren bzw. durch eine neue Verfassung ersetzen sollten. Bei den Wahlen 1856 und 1862 wurde Troll jeweils bestätigt, 1862 gegen Karl Lautenschlager.
Im Landtag gehörte Troll verschiedenen Kommissionen an. Er setzte sich in der Kammer dafür ein, die neu entstehende Kocherbahn von Heilbronn nach Hall näher an Löwenstein heranzubringen, konnte aber nicht durchdringen, da die Stadt dafür zu ungünstig lag.